# Aben Essamej
Aben Essamej fue un matemático hispanoarábigo del siglo xi.
Discípulo de Abul Moslema. Escribió varias obras, entre ellas unos Comentarios a los tratados de Geometría de Euclides, como introducción a las matemáticas y un manuscrito titulado De la naturaleza de los números; otro denominado De los cálculos usados en el comercio, así como un tratado magistral de matemáticas, obra notabilísima para aquellos tiempos y un libro sumamente práctico, titulado Tratado de construcción y uso del astrolabio, en colaboración con Aben Essofar, condiscípulo suyo, unas Tablas astronómicas, según el sistema de Sendhend y Tratado de matemáticas.
Su hermano Mohamed fue constructor muy hábil de astrolabios.